# Allegoria della Menzogna

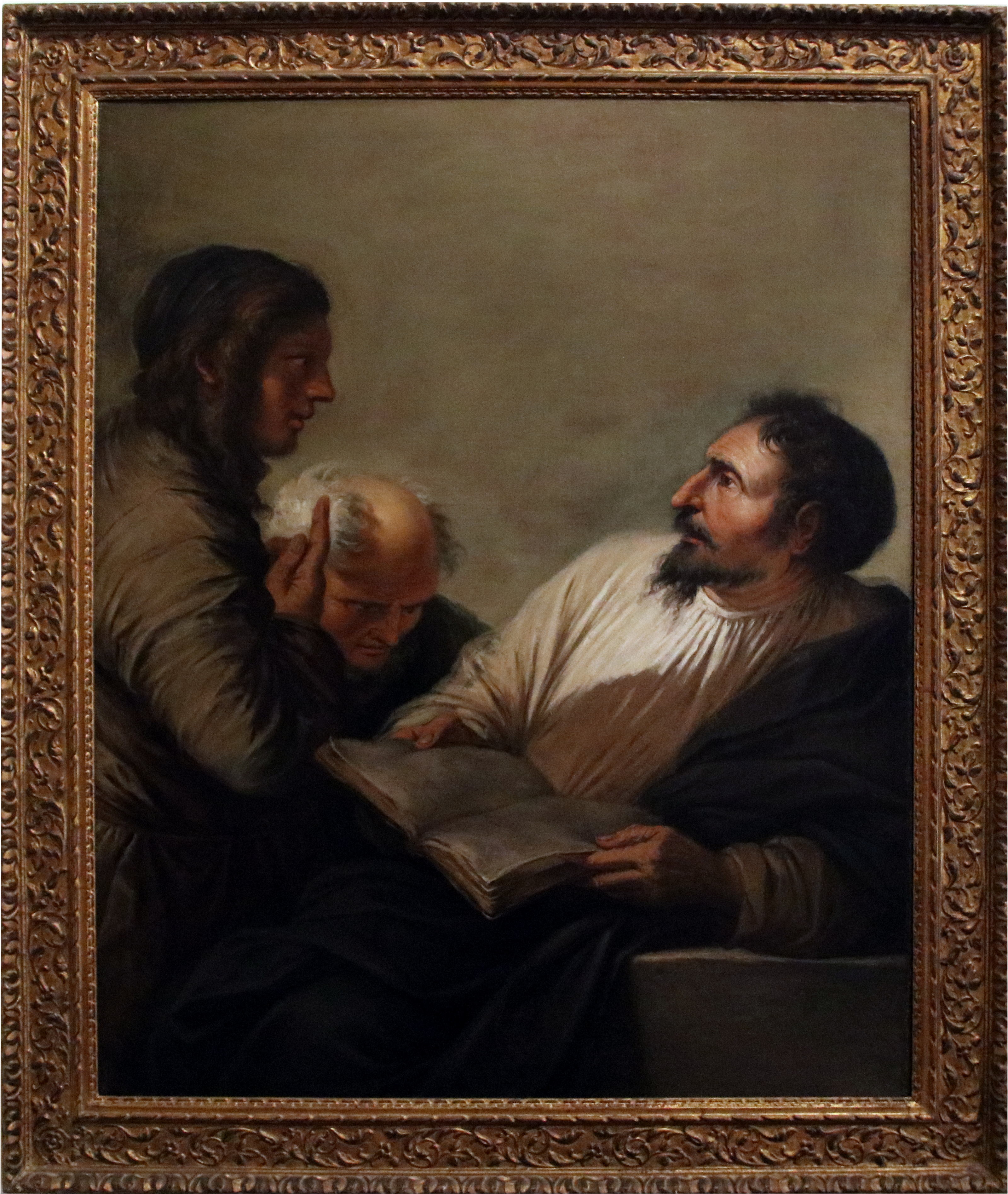
Disputa tra filosofi o Accademia di Platone, Galleria nazionale delle Marche

L'Allegoria della Menzogna è un dipinto a olio su tela (136x96 cm) di Salvator Rosa, databile al 1645-1648 circa e conservato nella Galleria Palatina a Firenze. 

## Storia
Il dipinto nacque nell'ambito letterario dell'Accademia dei Percossi, di cui il Rosa fu tra i maggiori animatori durante il suo soggiorno fiorentino (1640-1648), ma se ne ignora il committente e il suo reale significato. Lo si trova descritto genericamente negli inventari del 1698 e del 1713 dei beni del gran principe Ferdinando a palazzo Pitti, e solo nella descrizione della quadreria fatta da Francesco Inghirami del 1828 si trova citato come "Menzogna". Da scartare è l'ipotesi che l'opera fosse stata dipinta per il cardinale Giovan Carlo de' Medici, primo protettore dell'artista a Firenze, sulla basa dell'errata lettura di un passo di Filippo Baldinucci, essendo assente nell'inventario steso alla morte del cardinale. 
Il Baldinucci ricordò la tela come in coppia con le Tentazioni di sant'Antonio abate, tuttavia diverse per formato e intonazione. Appaiono assai più simili opere come la Disputa dei filosofi nella Galleria nazionale delle Marche o l'Allegoria dello Studio nel Ringling Museum of Art di Sarasota, con cui condividono il tema allegorico-filosofico, il formato e lo sfondo neutro. 
Quest'opera potrebbe anche essere legata alla coeva Allegoria della Simulazione del fiorentino Lorenzo Lippi, dove una figura femminile tiene in mano una maschera simile (Angers, Musée des Beaux-Arts).

## Descrizione e stile
In un ambiente interno appena accennato, con due pareti brune in spigolo e un raggio di luce trasversale proveniente da un'apertura fuori dal campo, a sinistra, stanno in primo piano due figure: un giovane con una lunga veste chiara abbottonata sopra una camicia bianca, che si appoggia a una sorta di parapetto e indica con la sinistra una maschera che regge con la mano destra, e un altro giovane che osserva, vestito di nero con cappello dello stesso colore.
Il soggetto principale si staglia nettamente sullo sfondo neutro, trovando riscontri stilistici nella ritrattistica del rinascimento maturo. 
Come accennato non è ancora stato sciolto il significato profondo della maschera: essa può simboleggiare la menzogna, la simulazione, la dissimulazione (poiché tolta), ma anche il sogno. L'indice della mano è stato letto anche come puntante al cuore: la maschera potrebbe dunque alludere al volto mostrato nella vita pubblica, contro i veri sentimenti coltivati nella sfera privata. 
La maschera però è anche un simbolo teatrale, un'attività che è sempre stata centrale nell'attività culturale dell'artista, ben prima del suo arrivo a Firenze e portata avanti assiduamente nel circolo dell'Accademia dei Percossi; è quindi molto probabile che il tema della tela fosse letterario.